# فيليب جورج هاوثم جل
فيليب جورج هاوثم جل (بالإنجليزية : Philip George Houthem Gell) عاش في الفترة (20 أكتوبر 1914) إلى (3 مايو 2001)  كان عالم مناعة يعمل في بريطانيا ما بعد الحرب.
وبالاشتراك مع روبن كومبس (بالإنجليزية : Robin Coombs)، قام بتطوير «تصنيف جيل – كومبس»، وقد تم انتخابه كزميلاً للجمعية الملكية عام 1969 م.